# Příbor

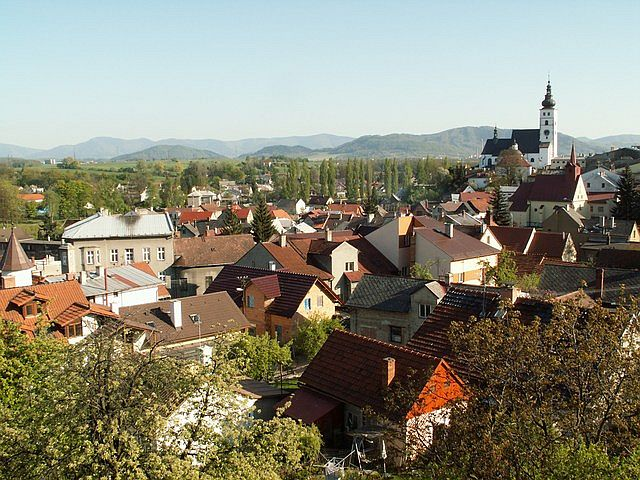
Stadtansicht

Příbor (deutsch Freiberg in Mähren) ist eine Stadt in Tschechien.

## Geographische Lage
Die Stadt liegt im Nordosten Mährens und erstreckt sich entlang der Ufer des Flusses Lubina. Von drei Seiten ist sie umgeben von Vorbergen der Beskiden mit Aussicht auf  Burg Štramberk, Burg Hukvaldy und Radhošť.

## Geschichte
Die Stadt entstand während der ersten Kolonisationsphase Mährens. Erstmals erwähnt wurde Vriburch 1251 in einer Bestätigungsurkunde des Markgrafen Ottokar für Frank von Hückeswagen zur Gründung einer Kirche. Seit 1294 bestand in Vriburch eine Vogtei. Im Laufe der Zeit änderte sich der Name in Freiberg bzw. Przybor. Die Stadt, die im 14. Jahrhundert an das Bistum Olomouc gelangte, ist durch das Schulwesen geprägt. Einen großen Beitrag hierzu trug das Gymnasium der Piaristen bei, welches 1694 gegründet wurde. Die von der Pfarrei geleitete Schule bestand bereits 1541. Nach der Einrichtung des Lehramtsinstituts 1875 wurde die Stadt zu einem Zentrum der Bildung im Nordosten Mährens.
1881 erhielt die Stadt einen Bahnhof an der neu eröffneten Bahnstrecke Studénka–Štramberk.
Nach dem Münchner Abkommen wurde der Ort dem Deutschen Reich zugeschlagen und gehörte bis 1945 zum Landkreis Neu Titschein, Regierungsbezirk Troppau, im Reichsgau Sudetenland.

### Demographie
| Jahr | Einwohner | Anmerkungen                                                                   |
| ---- | --------- | ----------------------------------------------------------------------------- |
| 1834 | 4.760     | in 580 Häusern, Katholiken mährischer, teilweise auch deutscher Muttersprache |
| 1857 | 4.414     | [ 4 ]                                                                         |
| 1900 | 4.056     | (als Gemeinde 5.007) tschechische Einwohner                                   |
| 1930 | 4.882     | [ 6 ]                                                                         |
| 1939 | 4.313     | [ 6 ]                                                                         |

## Gemeindegliederung
Die Stadt Příbor besteht aus den Ortsteilen Hájov (Heindorf), Prchalov (Prchalau) und Příbor (Freiberg). Grundsiedlungseinheiten sind Benátky (Benatek), Drahy, Dukelská, Hájov, Klokočov (Klogsdorf), Mlýnska, Paseky, Pekliska, Písková, Prchalov, Příbor-střed, U nádraží, U vodojemu, Véska (Weska) und Za Klenosem.
Das Gemeindegebiet gliedert sich in die Katastralbezirke Hájov, Klokočov u Příbora, Prchalov und Příbor.

## Persönlichkeiten

### Söhne und Töchter der Stadt

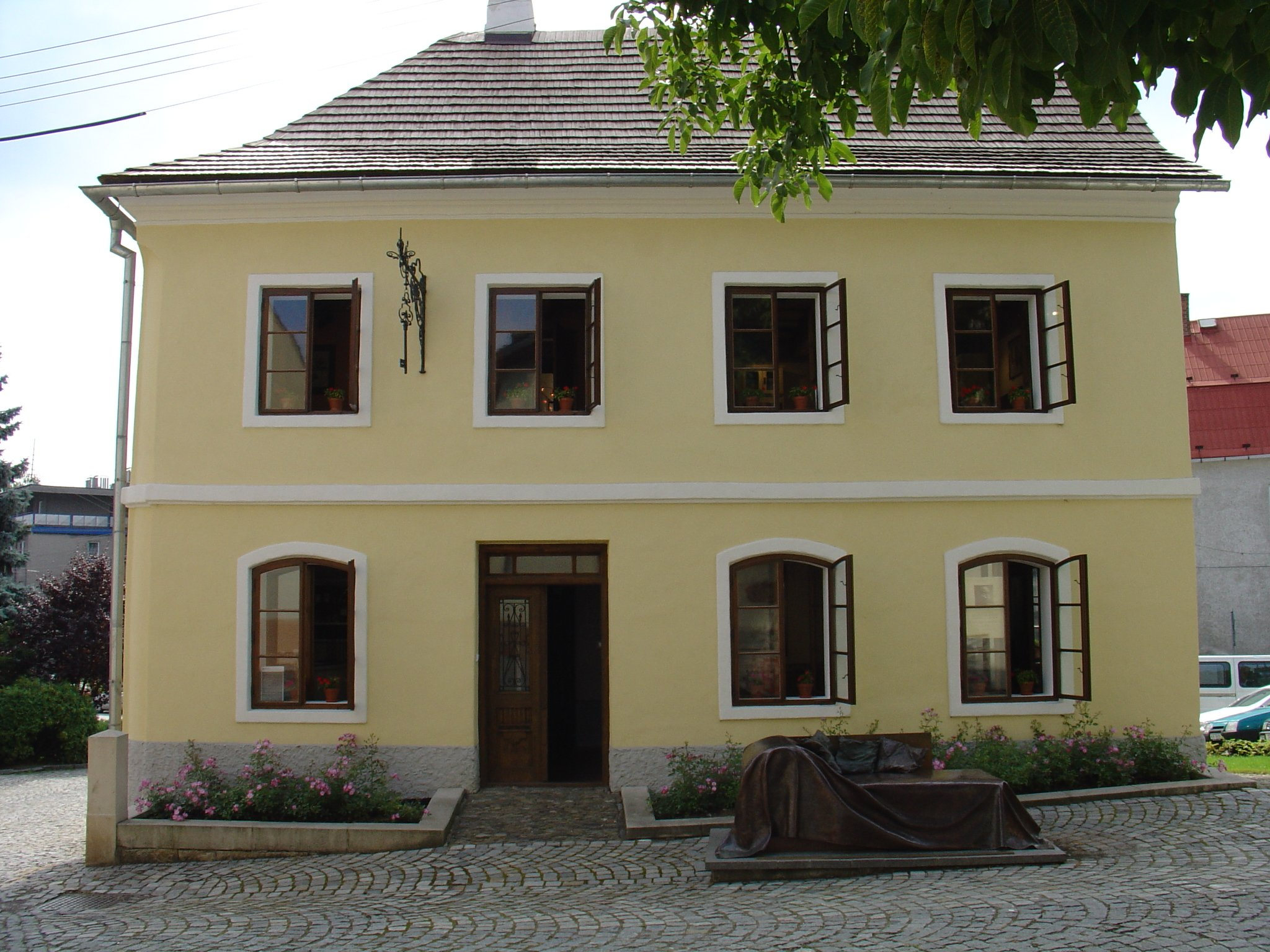
Geburtshaus von Sigmund Freud, heute Museum

- Josef Ignác Buček (1741–1821), Universitätsprofessor und Schriftsteller
- Bonifác Buzek (1788–1839), Schriftsteller, Philologe, Pädagoge
- Gregor Wolny (1793–1871), Topograph, Schriftsteller
- Achácius Václav  Dornkreil von Eberhards (1811–1893), Rektor am Piaristen-Kollegium in Prag
- Josef Ulrich (1815–1867), Maler
- Valerian Gillar (1839–1927), Kunstschlosser
- Ferdinand Pokorný (1846–1919), Apotheker, Historiker und Heimatschriftsteller
- Karl Wisnar (1852–1926), Weihbischof und Generalvikar des Erzbistums Olmütz
- Sigmund Freud (1856–1939), Begründer der Psychoanalyse
- Moritz Zeisler (1856–1911), Schauspieler
- Eugénie Heger-Gasser (* 1861), Porträtmalerin
- Berthold Bretholz (1862–1936), Historiker, Herausgeber der Cosmas-Chronik Chronica Boemorum, langjähriger Direktor des Landesarchivs in Brünn
- Mořic Remeš (1867–1959), Apotheker, Schriftsteller
- František Juraň (1870–1939), Bildender Künstler
- Eugen Stoklas (1882–1963), Dichter, Lyriker, Übersetzer
- Eugen Dostál (1889–1943), Universitätsprofessor und Kunsthistoriker
- Jan Gillar (1904–1967), Architekt
- Václav Pokorný (* 1918), Apotheker, Musikkomponist
- Marie Bayerová (1922–1997), war tschechische Übersetzerin deutschsprachiger Werke und Philosophin.
- Miroslav Bajer (1924–1979), Dozent, Dekan der Bergbau-geologischen Fakultät an der Bergbauhochschule in Ostrava
- Vladimír Birgus (* 1954), Photograph, Historiker, Professor an der FAMU in Prag
- Josef Kresta, Schriftsteller
- Josef Wischniowsky (1856–1926), akademischer Maler

### In Příbor lebten
- Jan Sarkander (Heiliger)
- Anton Cyril Stojan, Kaplan und Erzbischof

## Sehenswürdigkeiten
Das historische Stadtzentrum wurde 1989 zum  städtischen Denkmalreservat erklärt.
- Kirche des Hl. Valentin (ursprünglich 1596, wiederaufgebaut 1626)
- Sigmund-Freud-Museum: Das nach historischen Vorlagen umgebaute Geburtshaus Sigmund Freuds wurde 2006 eröffnet.
- Bürgerhäuser und Stadtarchitektur